# Concert voor orkest (Lindberg)
Magnus Lindberg componeerde zijn Concert voor orkest in 2002 / 2003. Hij componeerde het voor het BBC Symphony Orchestra onder leiding van Jukka-Pekka Saraste, dat ook de première verzorgde in Londen.

## Muziek
Hij dacht daarbij qua opzet aan drie illustere voorgangers: Elliott Carter, Witold Lutosławski en Béla Bartók. Qua muziek doet het werk denken aan een optimistische Jean Sibelius. Het werk is dan wel geschreven in de 21e eeuw, de basis van het werk is een passacaglia, een genre dat al beoefend werd sinds de baroktijd.
Het werk bestaat uit vijf secties, die achter elkaar doorgespeeld worden, doch door het toepassen van een generale pauze zijn er toch delen te onderscheiden. Naast de doorlopende baslijn is het centrale thema de fanfare uit het begin. Deze krachtige opening vindt haar echo door het gehele werk heen. De tweede sectie is donkerder van klank dan het eerste. Het derde is weer wat lichter en doet denken aan kamermuziek en is tevens de naamgever van het stuk. Diverse groepen uit het orkest mogen hun kunnen tonen in cadensachtige partijen. Deel vier is het eigenlijke scherzo. In deel vijf komt het allemaal bij elkaar om tot een muzikale oplossing te komen.
Het werk wiegt steeds heen en weer tussen het thema en andere klanken waarbij er nauwelijks sprake is van dissonanten. De muziek lijkt te ademen. Van een uitwerking is nauwelijks sprake, terwijl je het gevoel hebt dat er wel vooruitgang is. Een echte afsluiting van het werk is er ook al niet. Het werk zou eindeloos door kunnen gaan. Deel vijf heeft dan aan het slot een klein unicum: Lindberg laat in het werk een harmonische oplossing horen, die teruggrijpt op de klassieke muziek, maar hier tussen al het geweld rustgevend aandoet. Daarna sterft het Concert voor orkest in schoonheid.

## Orkestratie
- 3 dwarsfluiten, 3 hobo's, 4 klarinetten, 3 fagotten
- 4 hoorn, 4 trompetten, 3 trombones, 1 tuba
- pauken, 3x percussie, harp, piano
- strijkinstrumenten

## Discografie
- Uitgave Ondine 1124: Fins Radiosymfonieorkest o.l.v. Sakari Oramo